# 兹拉马
兹拉马（希臘語：Δράμα）是希腊北部东马其顿和色雷斯大区兹拉马专区的市镇，为所属专区的首府。位于法拉克罗山南麓，为当地的工农业中心。市镇面积为840.1平方公里，2021年人口数量为55,679人。

## 历史
古代、中世紀，茲拉馬是羅馬帝國、拜占庭帝國的一部分，古稱Drabescus。1371年起，該地區由鄂圖曼帝國控制，直至1912年第一次巴爾幹戰爭中保加利亞軍隊佔領此地為止。後來在第二次巴爾幹戰爭後的布加勒斯特條約 (1913年)中，茲拉馬的統治權歸屬希臘。
1922年该地接纳了大量来自小亞細亞和本都的希腊人，使人口增加近两倍。

## 市镇
现今范围的市镇设立于2011年地方政府改革中，由原两个市镇（兹拉马和锡季罗奈罗）合并而成，原市镇则成为此市镇的两个市区。兹拉马市区（即原兹拉马市镇）的面积为488.830平方公里，2021年人口数量为55,440人。

## 人口数据
| 年份 | 同名城市 | 同名市区 | 整个市镇 |
| ---- | -------- | -------- | -------- |
| 1981 | 36,109   | 37,118   | 37,118   |
| 1991 | 37,604   | 38,546   | 47,925   |
| 2001 | 42,501   | 43,485   | 55,632   |
| 2011 | 44,823   | 45,828   | 58,944   |
| 2021 | 44,257   | 55,440   | 55,679   |

## 友好城市
- 塞爾維亞 克拉古耶瓦茨
- 德国 佩格尼茨河畔勞夫